# 天津邮政博物馆
天津邮政博物馆是 2010年10月9日在大清邮政津局旧址上开放的以邮政为主题的博物馆。

## 博物馆介绍

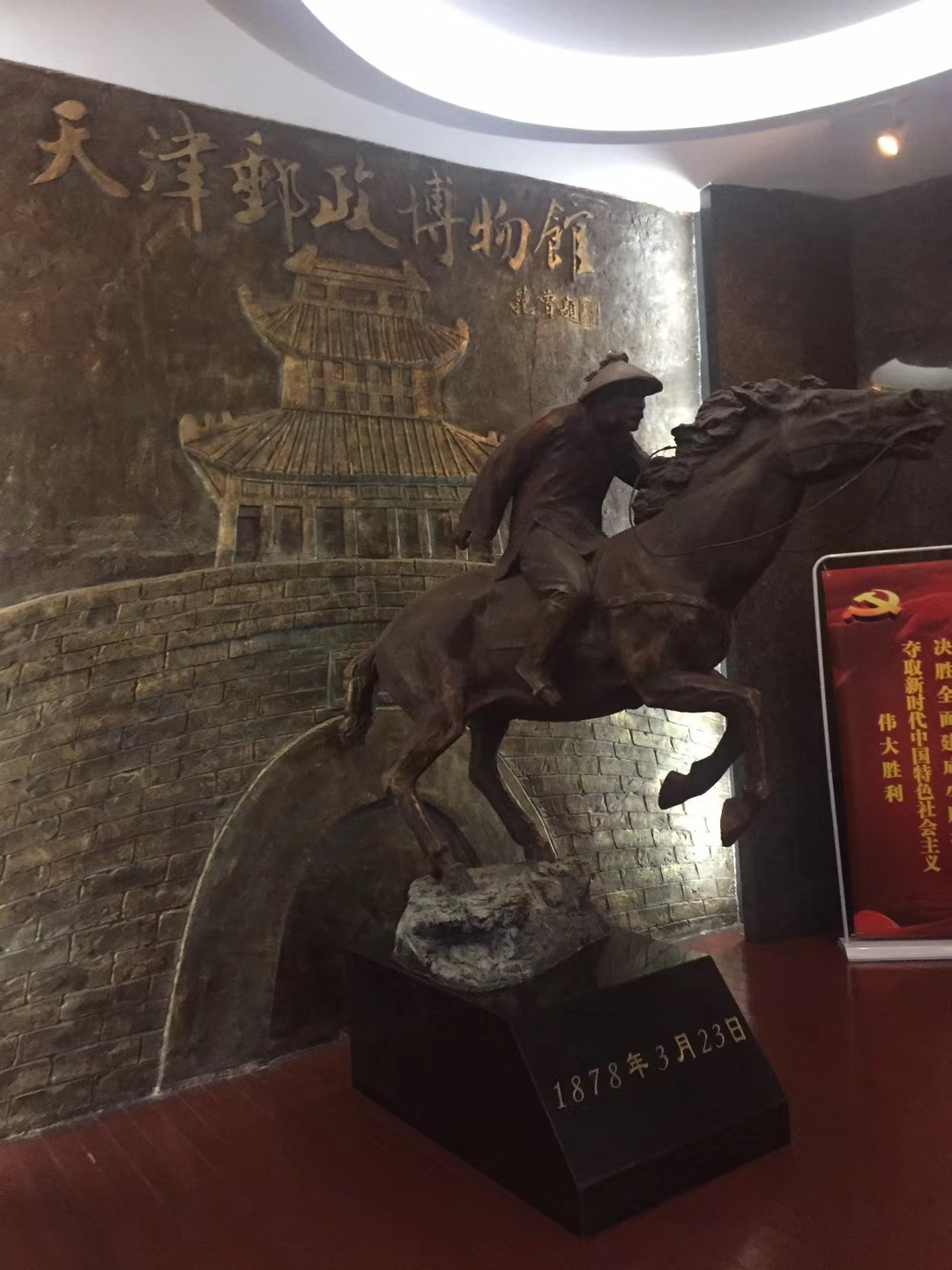
位于天津邮政博物馆序厅的雕像

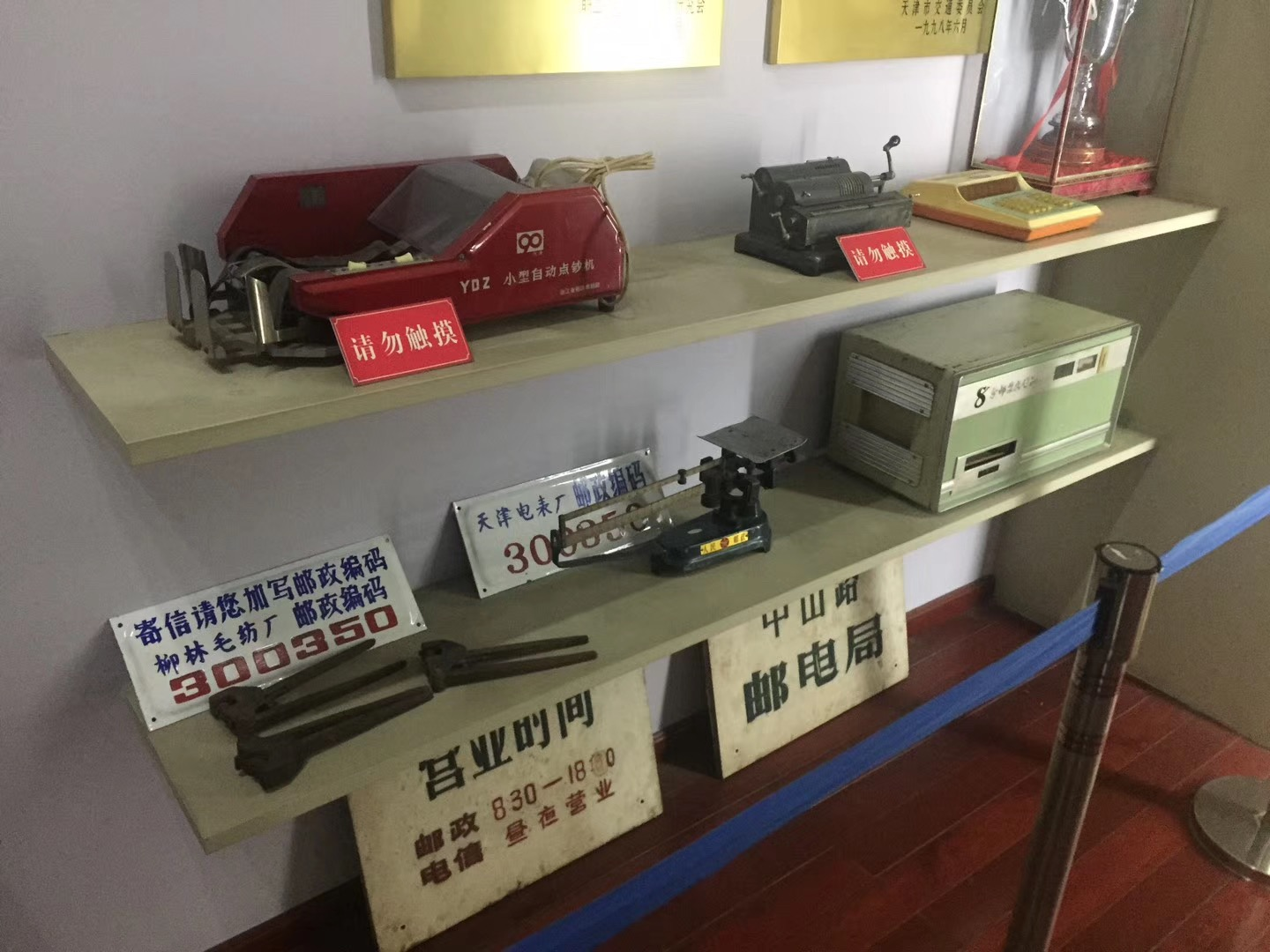
天津邮政博物馆一角

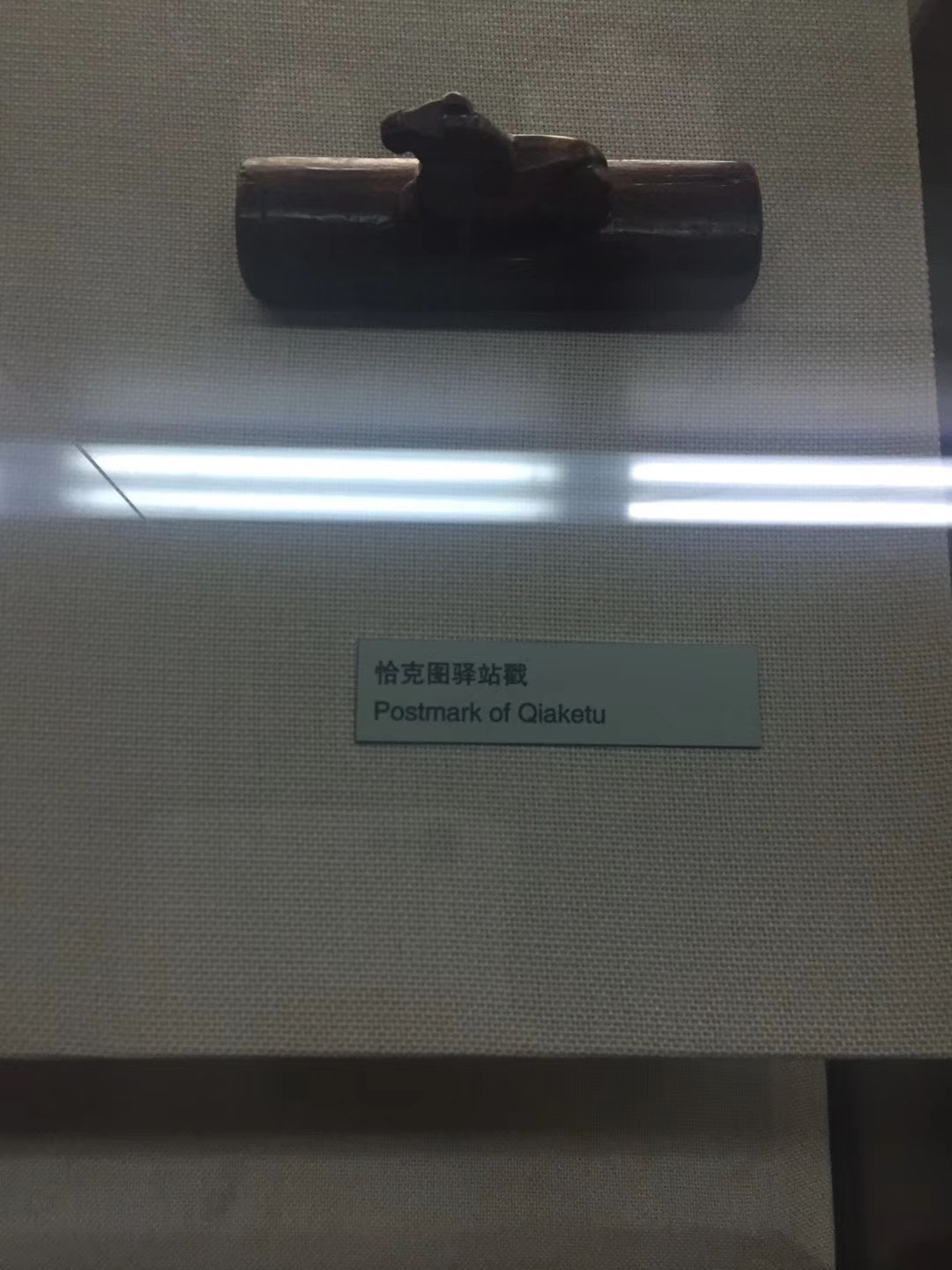
天津邮政博物馆馆藏恰克图驿站戳

天津邮政博物馆是建设在代表中国近代邮政开端的大清邮政津局旧址处。旧址建筑是一处为砖木构成的欧式风格二层建筑。天津邮政博物馆面积大约一千五百平方米，分为“序厅”、“邮驿与其他通信组织厅”、“邮政厅”、“集邮厅”、“珍宝馆”以及“大龙主题邮局”。其馆名为范曾所题。
序厅正中是一座底座写着1878年3月23日的正在起码送信的清代邮差雕像，该日期是天津邮政的开端“天津海关书信馆”的创办日。雕像的背面是代表中国古代的通讯方式——烽火台，左侧是历史上中国邮政从骆驼、马车发展到火车、飞机的运输方式的发展。雕像右侧则是周恩来题写的“传邮万里，国脉所系”。
在“邮驿与其他通信组织厅”分为古代邮驿和民信局，讲述了古代邮政的发展，展品有秦汉时期的车辙石、鸡鸣驿的城墙砖以及当时的实寄封、虎符。
“邮政厅”讲述了近代邮政的开创，展出了创办时期的英文原档、大清邮政章程、大龙邮票图稿、印样等藏品，在“中华邮政”展厅则展出了中华邮政的建立、直隶邮务管理局、河北邮务（政）管理局的历史事件，以及展出了面对天津洪水、日军占领等困难时不畏困难的天津邮工进行的自救、抗争等活动的证据。展品有“运邮马车”这样的历史文物也有舆图、通告、通令等历史文件。
“集邮厅”所展展品多为邮票，共分为四部分，分别介绍了世界第一枚邮票“黑便士”、以第一套大龙票为代表的一系列清代邮票、南京临时政府、北京政府和南京国民政府发行的中华民国大陆时期的邮票以及中华人民共和国建国后天津邮政的发展和民间集邮活动等。“珍宝馆”里则收藏着五分银、三分银以及一分银三整版大龙邮票、“总理衙门”实寄封以及德璀琳、赫德贴有大龙邮票的实寄封等邮政藏品。
“大龙主题邮局”是2018年3月23日，博物馆为了纪念中国近代邮政的诞生于是用1878年7月24日于天津首发的中国第一套邮票——大龙邮票作为主题所建立的。大龙主题邮局是充分体现了“中国第一邮”的内涵及其外延的场所。

## 藏品
天津邮政博物馆藏有“红印花小字当壹圆”，现存世的清朝光绪二十三年（公元1897年）的红印花小字当壹圆仅有30枚，而加盖八卦戳的红印花小字当壹圆只有天津邮政博物馆一枚。另一件重要藏品为“费拉尔手稿”，该手稿是中国第一位有稽可考的邮票绘图员费拉尔所留下的手稿，诸如慈禧寿辰纪念邮票、蟠龙邮票等邮票以及涉及到大龙邮票、小龙邮票的设计信息，包括邮票设计构图、面值、文字、规格等信息都在手稿中有所体现。2016年8月26日，为了纪念将长征五号运载火箭被远洋号运输船由天津运至海南文昌，天津市集邮公司与天津航天集邮协会联合发行了两千封纪念封，其中01号被天津邮政博物馆收藏。除此之外，天津邮政博物馆还藏有车辙石、唐代的“砖画”、总理衙门实寄封、运邮马车、恰克图驿站戳以及诸如大龙邮票的大量邮票和集邮品等等珍贵藏品。

## 活动及称号
2012年，天津邮政博物馆被授予国家3A级旅游景区，2013年被授予“天津市爱国主义教育基地”称号，2017年，天津邮政博物馆承办了第四届海峡两岸珍邮特展。